# Llac Muhazi
El llac Muhazi (kinyarwanda Ikiyaga cya Muhazi) és un llac de l'est de Ruanda. El gruix del llac es troba a la província de l'Est, amb l'extrem occidental que forma la frontera entre la província del Nord i la província de Kigali. És un vall lacustre inundat, ubicat principalment en direcció est a oest, però amb nombrosos desviaments en direcció nord a sud, anteriorment la ubicació dels afluents. El llac té una presa de formigó a l'extrem occidental, construïda el 1999 per substituir una presa de terra que havia existit des de temps immemorials. El llac es buida al riu Nyabugogo, que flueix cap al sud cap a Kigali on troba el riu Nyabarongo, part del riu Nil superior.

## Descripció
El llac Muhazi és situat a la part oriental de Ruanda, a les coordenades 1° 52′ S, 30° 22′ E / 1.867°S,30.367°E. És accessible des de les tres principals carreteres de Ruanda. La carretera de Kigali a Gatuna passa prop del límit occidental del llac, la carretera de Kigali a Kayonza, que corre paral·lela al sud del llac; finalment, la carretera de Kayonza a Kagitumba corre al llarg dels marges del llac 3.8 quilometres (2.4 mi) vora Gahini, abans de passar per dues de les crestes que emanen del llac i finalment abandonen el llac prop de Kawangire.
El llac Muhazi té 60 km de llarg, en direcció est-oest, però l'amplada és inferior a 5 km. Es troba a Ruanda oriental en tres de les cinc províncies del país. El terç occidental del llac forma la frontera entre la Província de Kigali (Districte de Gasabo al sud i la província del Nord (districte de Gicumbi) al nord. Els dos terços orientals del llac es troben a la província de l'Est, formant la frontera entre el districte de Rwamagana al sud i el districte de Gatsibo i el districte de Kayonza al nord.
S'han produït diverses observacions meteorològiques i limnològiques (Plisnier, 1990, Mukankomeje et al., 1993).

## Geologia i clima
Les roques subjacents al llac Muhazi varien al llarg de la seva longitud. L'extrem occidental, que està flanquejat pels alts turons, té una base d'esquist, mentre que el sòl a l'extrem oriental es basa en granit. Aquesta geologia va sorgir entre 1.400 i 1.000 milions d'anys durant el mesoproterozoic, a través de sediments plegats i metamòrfic, en el que es coneix com l'orogènia de Kibaran.
El llac Muhazi, en comú amb la resta de Ruanda, té un clima tropical temperat, amb temperatures més baixes que les típiques dels països equatorials a causa de la seva alta elevació. Les mesures de temperatura a Kigali, que es troba aproximadament a 21 quilometres (13 mi) al sud-oest del llac, mostren un interval de temperatura diari típic entre 12 °C (54 °F) i 27 °C (81 °F), amb poca variació a través de l'any. Hi ha dues estacions plujoses l'any; la primera de febrer a juny i la segona de setembre a desembre. Aquests estan separades per dues estacions seques: la major de juny a setembre, durant la qual sovint no hi ha pluja, i una més curta i menys severa de desembre a febrer.

## Flora, fauna, limnologia
El llac es destaca per la seva gran població de llúdria de coll tacat (Hydrictis maculicollis) amb una població estimada de 200 a 400 exemplars en 1990, una densitat d'uns 20 individus per cada 10 km de costa.
Hi ha un nombre d'espècies d'ocells al voltant del llac. Aquests inclouen el pigarg africà (Haliaeetus vocifer), blauet malaquita (Alcedo cristata), alció garser (Ceryle rudis), muscicàpids (Muscicapa aquatica), teixidor social (Ploceus cucullatus), Ocell ratolí comú (Colius striatus), leiotríquids (Turdoides melanops i T. jardineii, Terpsiphone viridis, Nectarinia senegalensis, N. kilimensis i N. verticalis, gafarró de front groc (Serinus mozambicus), pitília d'ales verdes (Pytilia melba), corb marí gros (Phalacrocorax carbo), corb marí gorjablanc (P. lucidus), bec de tenalles africà (Anastomus lamelligerus), Tàntal africà (Mycteria ibis) i esplugabous (Bubulcus ibis). També hi ha un parell de semidomesticada grua coronada collgrisa (Balearica regulorum) al ressort Jambo Beach resort de Gahini.
La població de peixos Haplochromis (Gaurochromis) sp al llac Muhazi i la seva possible explotació va ser estudiada i comparada amb altres poblacions de Haplochromis (Gaurochromis) sp al llac Ihema (Ruanda).
Diverses espècies de peixos s'han introduït al llac al llarg dels anys, incloent el peix pulmonat ratllat (Protopterus aethiopicus) en 1989, i tilapia diverses vegades en 2003 i 2009, en un intent de reduir la dependència de les importacions.
S'han estudiat canvis històrics en les condicions ambientals i diverses observacions limnològiques del llac Muhazi.
El fitoplàncton del llac és predominantment Microcystis aeruginosa i Ceratium hirundinella.

## Economia i turisme
La riba del llac Muhazi a Gahini és molt popular entre els turistes i compta amb dos complexos turístics: el centre de Seeds of Peace, que ofereix allotjament, i Jambo Beach. Aquests s'utilitzen tant com a punt d'aturada per a viatges o des del Parc Nacional d'Akagera i com a llocs de turisme del llac, oferint canotatge, pesca i observació d'aus. També hi ha diversos ressorts a Rwesero, al marge nord-est del llac, inclòs Rwesero Beach, que ofereix un càmping i també és popular entre els excursionistes de Kigali.
Està previst un nou resort, el Lake Muhazi Golf & Country Resort and Boulevard, al marge meridional del llac, a la Península de Gati. El projecte es va iniciar l'any 2006 al Kigali Serena Hotel (antigament l'Hotel Intercontinental), i es preveu que es construeixi en tres fases. Si es compleix tal com s'ha anunciat, el complex ocuparà un lloc de 250 acres (1.0 km2) a la zona i comptarà amb 52 habitatges, un camp de golf i un complex rural. El contracte de la primera fase es va adjudicar el juny de 2007, amb un valor de més de 26,6 milions de dòlars EUA i un temps de construcció estimat de 18 mesos. Tanmateix, en 2010 no hi havia cap evidència que s'hagué iniciat el treball i el projecte sembla estar en suspens o cancel·lat.
L'Autoritat d'Habitatge de Ruanda (RHA) ha completat recentment l'estudi de control del sòl i l'elaboració del projecte de desenvolupament urbanístic dels marges del llac Muhazi. L'objectiu principal de l'estudi era identificar els sectors de les costes septentrionals i orientals del llac Muhazi que estan sotmesos a pressió de terra per tal d'establir cinturons de protecció i salvaguardar-los. Dins d'aquest context, l'estudi també va tenir com a finalitat establir un pla mestre urbanístic per assegurar una millor organització de l'espai del lloc i una ocupació racional i sostenible de les costes del llac Muhazi.

## Història
Segons la història oral, el regne de Ruanda va ser fundat al segle xiv després de la desintegració de l'imperi de Kitara als marges del llac Muhazi a la zona de Buganza, prop de la ciutat moderna de Rwamagana. En aquest moment, Ruanda era un estat petit en una confederació solta amb veïns més grans i poderosos, Bugesera i Gisaka. Al lluitar aquests veïns un contra l'altre, el regne va prosperar a la zona, expandint-se cap a l'oest cap al llac Kivu. En aquest regne expandit, la regió al voltant del llac es va convertir en un poderós lloc religiós, sinònim dels primers i més venerats mwami del regne. A finals del segle xvi o principis del xvii, el regne de Ruanda va ser envaït pel Bunyoro i els reis es van veure obligats a fugir cap a l'oest, deixant la zona de Buganza i el llac Muhazi en mans de Bugesera i Gisaka.
La formació del segle xvii d'una nova dinastia ruandesa del Mwami Ruganzu Ndori, seguida d'invasions cap a l'est, la recuperació de Buganza i la conquesta de Bugesera, va marcar el començament del domini del regne ruandès a la zona. El llac Muhazi es va convertir en una zona fronterera entre Ruanda i la encara independent Gisaka, una situació que va romandre durant 200 anys, malgrat els intents fracassats dels reis ruandesos per sotmetre Gisaka. Finalment, al voltant de 1830, fou annexionat Gisaka i les fronteres orientals de l'estat van començar a prendre la seva forma actual, amb el llac totalment sota control de Ruanda.
Sota els règims colonials alemany i belga, el llac Muhazi es va convertir en una important ruta de transport est-oest, que unia Kigali i l'oest del país amb les carreteres nord-sud i oriental de Gahini. A partir de 1922, l'àrea oriental estava temporalment sota el control de britànic com a part del procés d'agrimensura del Ferrocarril El Cap-El Caire, període durant el qual la Church Missionary Society (CMS) va començar el treball missioner i mèdic a l'est de Ruanda. Aquesta terra fou tornada a Bèlgica el 1924, però els governants van permetre que la CMS continués el seu treball, i es va establir una missió permanent i hospitalària prop del llac Muhazi al poble de Gahini.
En comú amb la resta del país, el llac Muhazi va ser escenari de nombrosos assassinats durant el genocidi ruandès de 1994. Un gran nombre de cossos van ser descarregats al llac per les milícies Interahamwe, mentre que altres es van ofegar intentant escapar; els testimonis van descriure l'aigua en el moment com "barrejada amb sang".